# Romanus Adolf Hedwig
Romanus Adolf Hedwig (1772-1806), parfois désigné comme Romano Adolpho Hedwigio ou simplement R.A.H., est un botaniste allemand plus connu pour ses études sur les ptéridophytes, spermatophytes, en mycologie, et en bryologie. C'est le fils du célèbre bryologiste Johann Hedwig.
Romanus collabore étroitement avec son père, illustrant l'ouvrage Filicum genera et species recentiori methodo accomodatae analytice descriptae paru en 1799. Suivant les traces de son père défunt, il fut nommé Professeur de Botanique à l'Université de Leipzig en 1801. Romanus se lia d'amitié avec Augustin Pyramus de Candolle, ils entretenaient une correspondance et s'échangeaient des spécimens. Romanus fut personnellement remercié pour ses contributions à la publication de Candolle Flore française etc (lire en ligne). À la mort de Romanus en 1806, son herbier personnel fut vendu sauf la partie du matériel inclus dans la collection de son père.

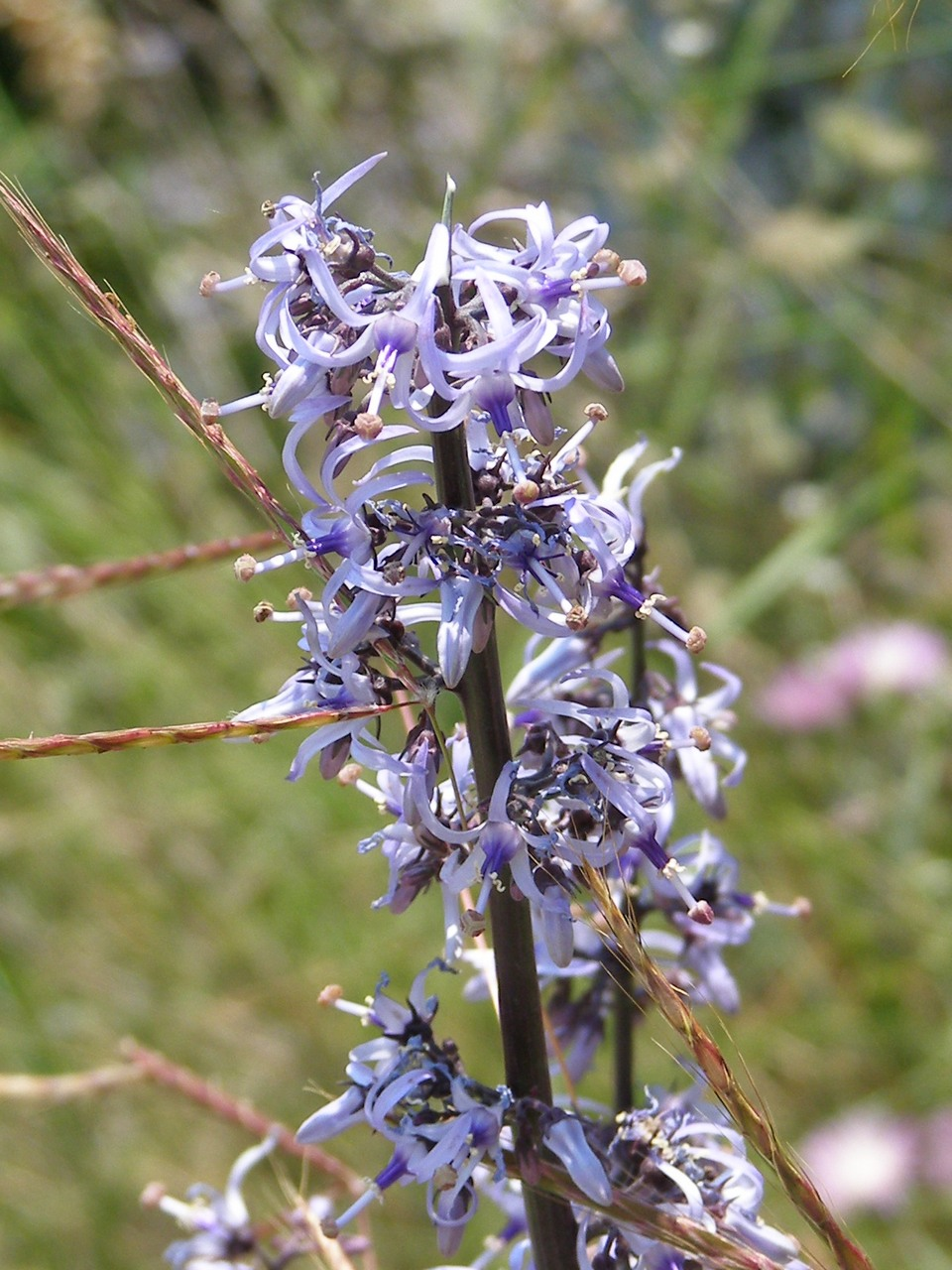
Petromarula pinnata est la seule espèce du genre Petromarula à avoir été reclassifiée par Hedwig en 1806.

## Publications majeures
- Disquisitio ampullularum Lieberkühnii Physico-microscopica. Sectio prima etc., Barth, 1797 (lire en ligne)
- Tremella nostoch: Commentatio etc., ex officina Bueschelia, 1798 (lire en ligne)
- Observationum botanicarum fasciculus primus., in Bibliopolio Schaeferiano, 1802 (lire en ligne)
- Genera plantarum secundum characteres differentiales ad Mirbelii editionem revisa et aucta edenda curavit., 1806 (lire en ligne)